# ترش (آلبوم اولیویا رودریگو)
ترش (انگلیسی: Sour) نخستین آلبوم استودیویی اولیویا رودریگو، خوانندهٔ و ترانه‌سرای آمریکایی است. در ۲۱ مه ۲۰۲۱ از طریق گفن رکوردز منتشر شد. این آلبوم توسط رودریگو و تهیه‌کننده آن دنیل نیگرو نوشته شده‌است و در زمان قرنطینه کووید-۱۹ به صورت جداگانه ضبط شده‌است. در ابتدا ترش به عنوان تک‌آهنگ تبلیغاتی برنامه‌ریزی شده بود، پس از موفقیت اولین تک آهنگ رودریگو، «گواهینامه رانندگی» به یک آلبوم کامل تبدیل شد.
ترش تحت تأثیر ژانرها و ترانه‌سراهای مورد علاقه رودریگو قرار دارد، در درجه اول یک رکورد پاپ و آلترنیتو راک است که شامل آهنگهای پانک پاپ پر انرژی تا تصنیف‌های پاپ ملایم است. موضوع اصلی آن نوجوانی، عاشقانه‌های ناموفق و دل درد است. او گفت که این آلبوم خطرات و کشفیات او را در یک ۱۷ سالگی بررسی می‌کند و عنوان آن اشاره به احساسات «ترش» جوانان دارد اما اغلب به دلیل خشم، حسادت و ناراحتی مورد انتقاد قرار می‌گیرند. ترش پس از انتشار مورد استقبال منتقدان قرار گرفت. نظرات آن را به عنوان اولین آلبوم قوی در نظر گرفت که بر همه‌کاره بودن موسیقی رودریگو، اشعار واقع گرایانه و جذابیت سبک آن تأکید می‌کند.
سه تک آهنگ قبل از انتشار آلبوم انتشار یافت، که همگی در سه فهرست برتر بیلبورد تک آهنگ داغ ۱۰۰ ایالات متحده قرار گرفتند. تک آهنگ اصلی «گواهینامه رانندگی» در صدر جدول قرار گرفت و پس از آن «دژا وو»، که در رتبه ۳ قرار داشت، و «خوش به حالت»، دومین رتبه برتر این آلبوم بود. این باعث شد رودریگو اولین هنرمند تاریخ باشد که دو تک آهنگ اول خود را در ۱۰ آهنگ برتر ۱۰۰ داغ به نمایش گذاشت و ترش اولین آلبوم تاریخ بود که اولین دو تک آهنگ شماره یک را در نمودار ایجاد کرد. این آلبوم رکورد جهانی اسپاتیفای را برای بزرگ‌ترین هفته افتتاحیه آلبوم یک هنرمند زن شکست. در صدر بیلبورد ۲۰۰ آمریکا با بزرگ‌ترین فروش هفته اول سال ۲۰۲۱ افتتاح کرد و در استرالیا، کانادا، ایرلند، نیوزلند، انگلستان و بسیاری از کشورهای دیگر نیز به رتبه یک رسید. «خائن»، قبل از تبدیل شدن به چهارمین تک آهنگ، در رتبه ۹ در ۱۰۰ آهنگ برتر به عنوان چهارمین آهنگ برتر در ۱۰ جایگاه اول جدول از این آلبوم قرار گرفت.

## لیست ترانه‌ها
| شماره      | نام                           | نویسنده(ها)                                               | تهیه‌کننده(ها)       | مدت   |
| ---------- | ----------------------------- | --------------------------------------------------------- | ------------------- | ----- |
| ۱.         | «بی رحم»                      | اولیویا رودریگو - دن نیگرو                                | نیگرو               | ۲:۲۳  |
| ۲.         | «خائن»                        | رودریگو - نیگرو                                           | نیگرو               | ۳:۴۹  |
| ۳.         | «گواهینامه رانندگی»           | رودریگو - نیگرو                                           | نیگرو               | ۴:۰۲  |
| ۴.         | «یک قدم به جلو سه قدم به عقب» | رودریگو - سوئیفت - آنتونوف                                | نیگرو - رودریگو     | ۲:۴۳  |
| ۵.         | «دژا وو»                      | *رودریگو - نیگرو - آنیه کلارک - تیلور سوئیفت - جک آنتونوف | نیگرو               | ۳:۳۵  |
| ۶.         | «خوش به حالت»                 | رودریگو - نیگرو                                           | نیگرو - الکساندر ۲۳ | ۲:۵۸  |
| ۷.         | «برات کافیه»                  | رودریگو                                                   | نیگرو - رودریگو     | ۳:۲۲  |
| ۸.         | «خوشحال تر»                   | رودریگو                                                   | نیگرو - رودریگو     | ۲:۵۵  |
| ۹.         | «حسادت، حسادت»                | رودریگو - نیگرو - کیسی اسمیت                              | نیگرو - جم سیتی     | ۲:۵۳  |
| ۱۰.        | «جرم مورد علاقه»              | رودریگو - نیگرو                                           | نیگرو               | ۲:۳۲  |
| ۱۱.        | «امیدوارم خوب باشی»           | رودریگو - نیگرو                                           | نیگرو               | ۳:۲۹  |
| مجموع مدت: | مجموع مدت:                    | مجموع مدت:                                                | مجموع مدت:          | ۳۴:۴۱ |